# Yūmi Kajihara
Yūmi Kajihara (jap. 梶原 悠未, Kajihara Yūmi; * 10. April 1997 in Wakō) ist eine japanische Radsportlerin, die Rennen im Bahn- und Straßenradsport bestreitet. 2020 wurde sie Weltmeisterin im Omnium und damit die erste Japanerin, die einen WM-Titel im Bahnradsport errang.

## Sportliche Laufbahn
Seit 2014 nimmt Yūmi Kajihara erfolgreich an internationalen Radsport-Wettbewerben teil. In diesem Jahr wurde sie zweifache asiatische Vize-Meisterin der Junioren im Einzelzeitfahren und im Straßenrennen. Im Jahr darauf errang sie drei asiatische Meistertitel bei den Juniorinnen, im Einzelzeitfahren und im Straßen sowie im Punktefahren auf der Bahn. Bei den Bahnradsport-Weltmeisterschaften der Junioren 2015 holte sie zwei Medaillen, Silber im Punktefahren sowie Bronze in der Mannschaftsverfolgung, später im Jahre belegte sie bei den Straßenweltmeisterschaften Rang vier im Straßenrennen der Juniorinnen.
Ab 2016 startete Kajihara in der Elite, wurde auf der Bahn Asienmeisterin im Scratch. In der Gesamtwertung des Bahnrad-Weltcups 2016/17 belegte wie Rang acht in der Omnium-Gesamtwertung. Im Jahr darauf errang sie zwei asiatische Titel auf der Bahn – im Omnium und im Punktefahren –, wurde Zweite in der Einerverfolgung und belegte im Einzelzeitfahren auf der Straße Rang drei. Anfang Dezember errang sie ihren bis dahin größten Erfolg, als sie beim dritten Lauf des Bahnrad-Weltcups im kanadischen Milton das Omnium für sich entschied. Bei den Asienspielen 2018 errang sie Gold im Omnium und mit Kisato Nakamura, Miha Yoshikawa und Yuya Hashimoto Bronze in der Mannschaftsverfolgung.
Bei den Bahnradsport-Weltmeisterschaften 2020 in Berlin wurde sie zu Beginn des Jahres Weltmeisterin im Omnium. Sie ist die erste Japanerin, die einen WM-Titel im Bahnradsport errang. Bei den Olympischen Sommerspielen 2020 im Izu Velodrome holte sie in dieser Disziplin die Silbermedaille. Beim Lauf des Nations’ Cup 2022 in Glasgow entschied sie Ausscheidungsfahren und Omnium für sich.
2024 bestritt Kajihara ihre zweiten Olympischen Spiele, wobei sie im Omnium auf den 17. Rang kam und bei der Mannschaftsverfolgung in der Qualifikation ausschied. Bis 2025 gewann sie 18 Titel bei den Asienmeisterschaften in verschiedenen Ausdauer-Disziplinen, dazu erzielte sie 11 Siege im Weltcup bzw. Nations Cup.

## Privates
Seit April 2016 ist Kajihara Studentin an der Universität Tsukuba.

## Erfolge

### Bahn
2014
- Japanische Junioren-Meisterin – Punktefahren

2015
- Junioren-Asienmeisterin – Punktefahren, Einerverfolgung, Mannschaftsverfolgung (mit Nao Suziki, Yuya Hashimoto und Kie Furuyama)
- Junioren-Weltmeisterschaft – Punktefahren
- Junioren-Weltmeisterschaft – Mannschaftsverfolgung  (mit Kie Furuyama, Yuya Hashimoto und Nao Suzuki)
- Japanische Meisterin – Omnium

2016
- Asienmeisterin – Scratch
- Asienmeisterschaft – Mannschaftsverfolgung (mit Sakura Tsukagoshi, Minami Uwano und Kisato Nakamura)
- Japanische Meisterin – Punktefahren, Omnium

2017
- Weltcup in Milton – Omnium
- Weltcup in Milton – Santiago
- Asienmeisterin – Omnium, Punktefahren
- Asienmeisterschaft – Einerverfolgung
- Asienmeisterschaft – Zweier-Mannschaftsverfolgung (mit Kie Furuyama)
- Japanische Meisterin – Einerverfolgung, Punktefahren, Mannschaftsverfolgung (mit Nao Suzuki, Kisato Nakamura und Kie Furuyama )

2018
- Asienmeisterschaft – Omnium, Zweier-Mannschaftsfahren (mit Kisato Nakamura), Mannschaftsverfolgung (mit Yuya Hashimoto, Kie Furuyama, Kisato Nakamura)
- Asienspielesiegerin – Omnium
- Asienspiele – Mannschaftsverfolgung (mit Kisato Nakamura, Miha Yoshikawa und Yuya Hashimoto)
- Japanische Meisterin – Omnium, Punktefahren, Einerverfolgung, Teamsprint (mit Mami Yamaguchi), Zweier-Mannschaftsfahren (mit Yuya Hashimoto)

2019
- Asienmeisterin – Omnium, Zweier-Mannschaftsfahren (mit Kie Furuyama)
- Asienmeisterschaft – Mannschaftsverfolgung (mit Kie Furuyama, Kisato Nakamura und Miho Yoshikawa)
- Japanische Meisterin – Einerverfolgung, Punktefahren, Omnium, Zweier-Mannschaftsfahren (mit Kisato Nakamura), Teamsprint (mit Mami Yamaguchi)

2019/20
- Asienmeisterin – Omnium
- Asienmeisterschaft – Mannschaftsverfolgung (mit Kie Furuyama, Kisato Nakamura und Nao Suzuki)
- Weltcup in Hongkong – Omnium
- Weltcup in Cambridge – Omnium

2020
- Weltmeisterin – Omnium
- Japanische Meisterin – Ausscheidung, Omnium, Einerverfolgung, Punktefahren, Scratch, Zweier-Mannschaftsfahren (mit Kisato Nakamura)

2021
- Nations’ Cup in Hongkong – Omnium, Ausscheidungsfahren, Zweier-Mannschaftsfahren (mit Kisato Nakamura)
- Olympische Sommerspiele – Omnium
- Track Champions League – ein Einzelsieg

2022
- Nations’ Cup in Glasgow - Ausscheidungsfahren, Omnium
- Japanische Meisterin – Scratch, Omnium

2023
- Asienmeisterin – Omnium, Scratch, Zweier-Mannschaftsfahren (mit Tsuyaka Uchino), Mannschaftsverfolgung (mit Maho Kakita, Mizuki Ikeda und Tsuyaka Uchino)
- Asienspielesiegerin – Omnium, Mannschaftsverfolgung (mit Maho Kakita, Mizuki Ikeda und Tsuyaka Uchino)
- Japanische Meisterin – Omnium, Punktefahren, Scratch, Zweier-Mannschaftsfahren (mit Mizuki Ikeda)

2024
- Asienmeisterin – Ausscheidungsfahren, Omnium, Mannschaftsverfolgung (mit Maho Kakita, Mizuki Ikeda und Tsuyaka Uchino)
- Nations’ Cup in Hongkong - Ausscheidungsfahren, Omnium
- Japanische Meisterin – Ausscheidungsfahren

2025
- Asienmeisterin – Zweier-Mannschaftsfahren (mit Tsuyaka Uchino), Mannschaftsverfolgung (mit Maho Kakita, Mizuki Ikeda und Tsuyaka Uchino)

### Straße
2014
- Junioren-Asienmeisterschaft – Einzelzeitfahren, Straßenrennen
- Japanische Junioren-Meisterin – Einzelzeitfahren, Straßenrennen

2015
- Junioren-Asienmeisterin – Einzelzeitfahren, Straßenrennen
- Japanische Junioren-Meisterin – Einzelzeitfahren, Straßenrennen

2017
- Asienmeisterschaft – Einzelzeitfahren

2018
- drei Etappen und Punktewertung Panorama Guizhou International Women’s Road Cycling Race

2019
- U23-Asienmeisterschaft – Einzelzeitfahren
- Gesamtwertung und eine Etappe The 60th Anniversary „Thai Cycling Association“